# Hellamalthonica
Genre
Hellamalthonica est un genre d'araignées aranéomorphes de la famille des Agelenidae.

## Distribution
Les espèces de ce genre se rencontrent en Grèce et en Turquie.

## Liste des espèces
Selon World Spider Catalog (version 26, 22/07/2025) :
- Hellamalthonica irini Bosmans, 2023
- Hellamalthonica kazdagensis Gündüz & Kaya, 2025
- Hellamalthonica minoa (Brignoli, 1976)
- Hellamalthonica paraschiae (Brignoli, 1984)
- Hellamalthonica spinipalpis (Deltshev, 1990)
- Hellamalthonica taigetos Bosmans, 2023

## Systématique et taxinomie
Ce genre a été décrit par Bosmans en 2023 dans les Agelenidae.

## Publication originale
- Bosmans, 2023 : « New or rare spiders from Crete (Araneae: Agelenidae, Dysderidae, Liocranidae, Salticidae), with the description of a new genus in the Agelenidae. » Journal of the Belgian Arachnological Society, vol. 38, no 1, p. 17-38.